# Madeleine Moreau
Marie-Madeleine Cécile (Mady) Moreau (Hanoi, 1 mei 1928 – Chuelles, 10 juni 1995) was een Frans schoonspringster. Ze nam deel aan twee edities van de Olympische Zomerspelen: Londen 1948 en Helsinki 1952. Moreau werd twee keer Europees kampioen.

## Biografie

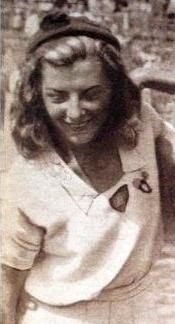
Moreau in 1947

Moreau werd geboren in Hanoi (Vietnam), destijds behorend bij Frans-Indochina. Ze groeide op in de Franse kolonie, leerde er zwemmen en won  diverse prijzen bij de jeugd. In het voorjaar van 1945 nam Japan de kolonie over en regeerde er enige tijd met harde hand. Na de overgave vertrok het gezin Moreau in november 1946 naar de Franse hoofdstad Parijs. Mady werd daar lid van een zwemvereniging en was eveneens aangesloten bij L'Isle-Adam Beach Club in L'Isle-Adam.
Toen ze in contact kwam met trainer André Cazaumayou en door hem werd gecoacht, nam haar sportieve carrière een vlucht. Moreau werd in 1947 kampioen van Parijs, Frankrijk en Europa. Het succes hield echter niet aan en de Olympische Zomerspelen in Londen (1948) werden met een zevende plaats op de 3 meter plank een teleurstelling. Caza stopte hierop als schoonspringcoach.
De overgang naar mede-schoonspringer Raymond Mulinghausen als hoofdtrainer bleek een betere keuze: Moreau hervond zichzelf en won de gouden medaille op de EK van 1950, voor landgenote Nicole Péllissard. Ze leek twee jaar later ook af te stevenen op olympisch goud bij de Olympische Zomerspelen in Helsinki, maar moest haar meerdere erkennen in de Amerikaanse Patricia McCormick. In de jaren erna bleef ze actief als schoonspringster, al kon ze haar niveau niet meer evenaren. Ze was zevenvoudig Frans kampioene (na 1947, 1950 en 1951 won ze de titel in 1953, 1955, 1959 en 1961). Moreau overleed in 1995 op 67-jarige leeftijd aan een hartaanval.

## Erelijst
- Olympische Zomerspelen: 1x
- Europese kampioenschappen: 2x